# Anarquismo en el Perú

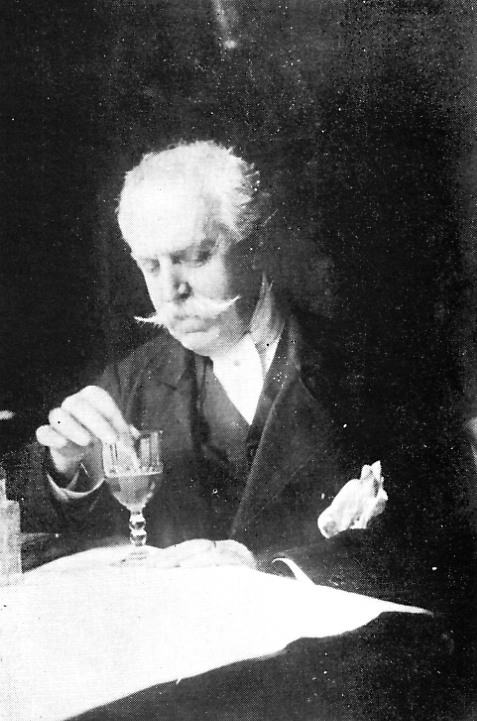
Manuel González Prada, una de las figuras más representativas del anarquismo peruano.

El anarquismo en el Perú tuvo decisiva influencia en el movimiento sindical peruano durante a fines del siglo XIX y las primeras dos décadas del siglo XX, destacando la figura de Manuel González Prada, Nicolás Gutarra, Carlos Barba, Manuel Caracciolo Lévano y Delfín Lévano. Esta corriente influenció en sectores andinos del país para separarse de las ideas de origen europeo.

## Historia
Hacia 1870 se pueden rastrear los inicios del anarquismo en el Perú, precisamente en la necesidad de un ambiente adecuado de los trabajadores frente a a las condiciones impuestas por sus dueños. En los gremios de artesanos de fines del siglo XIX parece notarse una cierta orientación anarquista.
Recién en 1904 aparecen las primeras organizaciones, formándose la Federación de Obreros Panaderos «Estrella del Perú» (FOPEP), fundada por los militantes libertarios Fidel García Gacitúa, Urmachea y Manuel Caracciolo Lévano; ese año realizarán la primera huelga. El 1 de mayo de 1905 se celebró por primera vez un acto conmemorativo de los Mártires de Chicago. También en el puerto del Callao los anarquistas tuvieron actuación, participando en huelgas durante 1907, donde la represión causaría el primer «mártir» del movimiento obrero peruano, Florencio Aliaga. En 1906 aparece en Lima el periódico Humanidad y en 1910 se publica Páginas Libres por el Centro Racionalista Francisco Ferrer. En 1907, los hermanos Lévano, Romilio Quesada, Luis Felipe Grillo y el grupo editor de Humanidad fundaron el Centro de Estudios Sociales “Primero de Mayo”. El anarquista Julio Reynaga (1841-1923) fue uno de los organizadores de los trabajadores azucareros de Trujillo. En esta ciudad existía un grupo anarquista desde los primeros años del siglo XX formado por algunos inmigrantes italianos como Inocencio Lombardozzi. Reynaga era editor de El Jornalero, cuyas oficinas se encontraban en el local del Centro de Estudios Sociales "Unión y Energía". Por estos años los principales periódicos libertarios, además de los mencionados, eran El Ariete (Arequipa), La Abeja (Chiclayo), La Antorcha y El Rebelde (Trujillo), El Hambriento y Simiente Roja en 1905 y Los Parias (Lima), dirigido por González Prada entre 1904 y 1906.
La primera huelga general en el ramo textil fue impulsada por anarquistas en 1911. Entonces surge la Federación Obrera Regional del Perú (FORP), de ideas anarquistas en 1912. En 1913 los anarquistas tuvieron una importante participación en la huelga general convocada por Unión de Jornaleros, en el marco de la lucha por conseguir la jornada laboral de 8 horas. Además de la Federación Obrera Regional Peruana y sus gremios y sociedades de resistencia adheridas, entre los grupos participantes estaban "Luchadores por la Verdad" (liderado por el albañil Abraham Guerrero), «Luz y Amor» (del Callao) y el grupo editor del periódico La Protesta, el principal periódico anarquista del Perú (fundado por A. Guerrero en 1911, editado hasta 1926). Este periódico sería el principal impulsor del anarcosindicalismo peruano. La jornada de 8 horas sería concedida por el gobierno de José Pardo en enero de 1919. Meses después se creó el Comité Pro-Abaratamiento de las Subsistencias, liderado por el ebanista Nicolás Gutarra, que tenía la finalidad de bajar los precios de los alimentos básicos, vestido, el transporte, alquileres y los impuestos. Tras el golpe de Leguía y la liberación de dirigentes obreros, se constituyó en asamblea presidida por Adalberto Fonkén, la Federación Obrera Regional Peruana en julio de 1919, con una declaración de principios anarcosindicalistas. Esta etapa del anarquismo peruano estuvo fuertemente influenciada por las experiencias del sindicalismo argentino de la poderosa FORA y su diario La Protesta, y de los inmigrantes italianos y españoles de ideas libertarias.
Por aquellos años, algunos trabajadores libertarios y afines se reunían regularmente en la casa de los Lévano (ubicada en el actual distrito limeño de La Victoria). Pedro Parra era uno de estos trabajadores que fue testigo de excepción del gran nivel intelectual de los asistentes, trabajadores que «hablaban como doctores. Fundamentando las opiniones que vertían, citaban a Kropotkine, a Bakunine, a Anselmo Lorenzo, a Enrique Malatesta (...) hacían gala de su erudición».
Hubo algunos estudiantes que simpatizaron con las ideas libertarias, como Juan Manuel Carreño y Erasmo Roca.
Entre los militantes destacados de la época figuran Manuel C. Lévano, Delfín Lévano, Carlos Barba, Nicolás Gutarra, Pedro Cisneros, Adalberto Fonkén, Eulogio Otazú, Christian Dam, y Manuel González Prada. También destaca a Teodomiro Gutiérrez Cuevas, apodado Rumi Maqui, quien emprendió una rebelión campesina en los años 1910 y que fue capturado. Asimismo, González Prada fue autor de textos importantes e influyentes: Páginas Libres (1894) y Horas de Lucha (1908). 

González Prada se preocupó de la relación etnia-clase, poniendo al desnudo la explotación de los indígenas y las diferentes manifestaciones de discriminación “racial”. Este notable escritor, admirado por Mariátegui, quien tomó sus banderas indigenistas, combinaba su actividad campesina con diversas tareas en el movimiento obrero.
Luis Vitale

En las décadas de 1910 y 1920, en el pueblo de Vitarte (al este de Lima), existía un núcleo anarquista sólido, vinculado a los trabajadores textiles de la fábrica de tejidos Vitarte. Uno de los primeros propagandistas de las ideas anarquistas y miembro del grupo La Protesta fue el hilandero Juan Híjar Salazar. Otros anarquistas de Vitarte: Celso Soto, Gumercindo Calderón, Antonio Patrón, Noé Salcedo, Fernando Borjas, Esther del Solar, Miguel Pasquel, Augustina Araníbar y A. Fonkén. Julio Portocarrero, destacado  sindicalista socialista, fue proclive a las ideas libertarias en su temprana juventud. Una prueba de ello es que repartió por varios años el periódico La Protesta en la fábrica Vitarte. Una tradición cultural importante, promovida por libertarios en Vitarte, fue la llamada Fiesta de la Planta, que surgió a comienzos de la década de 1920, con el propósito de convertirse en una alternativa proletaria y laica a la festividad cristiana de la Navidad. La primera Fiesta de la Planta se celebró precisamente el 25 de diciembre de 1921. El Centro Femenino Mujer Libertaria fue una de las organizaciones que participó, junto con varias delegaciones. 
Durante la década de 1920 surgió la Unión de Trabajadores de Construcción Civil, que editaban El Nivel y El Obrero Constructor. Por estos años la represión gubernamental se haría sentir con fuerza, cerrando imprentas y locales, además de asesinar a muchos anarquistas. La estructura del movimiento quedó seriamente resentida, haciendo retroceder al movimiento. En Trujillo los anarcosindicalistas tendrán participación en el levantamiento de los jornaleros, que sería capitalizado por el APRA (Alianza Popular Revolucionaria Americana). El declinio del anarquismo a causa de la represión, le hizo perder posiciones en el movimiento obrero. Algunos activistas fueron deportados, es el caso de Gutarra, que fue deportado a Colombia, a comienzos de la década de 1920. De este país, sería nuevamente deportado a Panamá en 1924.
En la Federación Anarquista del Perú se nuclearon algunos de los militantes que continuaron la tradición libertaria. Reeditaron La Protesta durante 2 años y editaron documentos hasta la década de 1960, en que desapareció por completo. 
Teobaldo Cayetano fue un trabajador panadero que perteneció a la célula libertaria «Brazo y cerebro» de la «Estrella del Perú». Escribió en La Protesta, en una segunda época (década de 1940). En 1957, fue nombrado secretario de defensa de la Sociedad de Obreros Panaderos «La Estrella», de Huancayo. A comienzos de los 60, fue elegido secretario regional de Lima por este gremio.

## Actualidad
El Instituto de Estudios e Investigación de Cooperativas y Comunidades (Indeicoc) era un centro de inspiración libertaria, que llegó a funcionar en la primera mitad de los 70. Reivindicaba la autogestión y el socialismo libertario como puntales de una sociedad libre: «La autogestión o gestión democrática de los medios de producción, donde el trabajador adquiere una doble condición: productor y gestionario de la empresa. Deja de ser un asalariado y se convierte en productor libre y asociado». Miembros del Indeicoc fueron: Jaime Llosa Larrabure, Víctor Gutiérrez Saco, Gerardo Cárdenas, etc. 
La actividad libertaria reaparece con cierta notoriedad hacia fines de la década de 1980 vinculada a la movida del Rock Subterráneo limeño, adquiriendo una paulatina politización y radicalización de sus posiciones. El clima represivo generado por las leyes antiterroristas, limitarían el crecimiento y evolución de esos grupos anarquistas, que se esforzaban por diferenciarse de la ultraizquierda guerrillera. A principios de la década de 1990 aparecen grupos menos vinculados a la música y dentro de los canales clásicos del anarquismo. En Lima surgieron los grupos Autonomía Proletaria (de estilo anarcosindicalista) y Colectivización.
Desde el año 2001 sale a la luz, luego de muchos años, un periódico anarquista que sigue la senda del anarquismo impreso en Lima. Se trata del periódico Desobediencia, el cual sigue saliendo hasta la actualidad, manteniendo una perspectiva de anarquismo crítico.
A comienzos de esta década, se formó el Taller Libertario, que agrupaba a activistas de diversas generaciones, entre ellos Víctor Gutiérrez (nacido en 1928), Ch. Zénder, L. Villavicencio, etc. 
El periódico bimestral Humanidad fue fundado en 2008 por cinco activistas libertarios, posteriormente se unirían otros. Destaca por su estilo combativo y analítico, dentro de los lineamientos del anarquismo clásico. Miembros de Humanidad posteriormente fundan el periódico Acción Directa, de tendencia anarcocomunista.
Dentro de la corriente llamada especifismo  y plataformista figura la Unión Socialista Libertaria, continuadora de la agrupación Qhispikay Llaqta, y del colectivo Estrella Negra. Dentro de la corriente autonomista anarquista, vinculada a los movimientos sociales está el Grupo Anarquista La Protesta, el Colectivo Arteria Libertaria, el Colectivo Autónomo Yacta Runa y el Colectivo Minoría Activa de Arequipa. Dentro del espectro anarcopunk y contracultura se puede mencionar al Centro Social Anarkopunk, Resistencia anarcopunk, Kolectivo Anarkopunk Jóvenes en Pie de Lucha de Tacna, la banda Asteroides 500. mg, Axión Anarkopunk y su banda Generación Perdida, Autonomía, Feria Libertaria Kallejera y Hombres y Mujeres en Nuestra Lucha Anarquista.